# Émile Duval
Cet article concerne le résistant français. Pour le communard, voir Émile-Victor Duval. Pour le journaliste français, voir Émile-Joseph Duval.
Pour les articles homonymes, voir Duval.
Émile Gustave Duval, né le 10 août 1911 à Saint-Jacques-sur-Darnétal (France) et mort le 31 mai 1970 à Rouen (France), fut un résistant français emprisonné avec des militants de Combat Zone Nord.

## Famille
Les deux frères Duval, cultivateurs, dont le père, cultivateur, a été tué pendant la Grande Guerre, sont pupilles de la nation. En 1932, Émile a épousé Marie-Joséphine, pupille de la Nation, dont le père, cultivateur, a été tué en 14-18. Ils ont trois enfants.

## Résistance
Le 4 avril 1943, un B17 de l'US Air Force est abattu au-dessus du canton de Darnétal au retour du bombardement des usines Renault à Boulogne-Billancourt. Le crash fait 2 morts, 7 prisonniers et 1 évadé le sergent Clifford Donald Fisher, alors âgé de 24 ans. Celui-ci se réfugie chez les religieuses de la Compassion à Saint-Jacques-sur-Darnétal. Le 5 avril au matin vers 7 h, les 2 frères Duval et leur cousin Legay transportent l'aviateur à Connelles (Eure) chez des amis sûrs, les Weiss, père et fils.
Le jour même, 5 avril 1943, à midi, Émile Duval est arrêté par les autorités allemandes et emprisonné à Rouen. Son frère Fernand et son cousin Albert Legay subissent le même sort le lendemain 6 avril.
Le 16 juin 1943, ils comparaissent devant un tribunal militaire de la Wehrmacht, le FK 571.
Le 25 juin 1943, Albert Legay et Fernand Duval sont condamnés à mort. Émile Duval est condamné à dix ans de travaux forcés.

## Déportation
Le 14 juillet 1943, les deux condamnés à mort sont graciés. Les trois hommes sont déportés en Allemagne au mois d'août 1943.
Déporté à Dora, Albert Legay meurt à Bergen-Belsen, le 31 mai 1945.
Déporté à Hinzert (camp de concentration), Fernand Duval meurt à Wittlich, le 22 septembre 1944.
Transféré à Fresnes, Émile Duval est déporté à Karlsruhe, en même temps que Bruno Weiss, le 2 août 1943. Émile est transféré à Rheinbach puis à Sarrebruck, le 10 octobre 1943.
De Sarrebruck, il est envoyé à Sonnenburg, dans le même transport que René Maury, Charles Varcin, Charles Genot, Pierre Bourson, Louis Bridet, Gilbert Chevance, Philippe Le Forsonney, Pierre Le Rolland, Louis (Auguste-Hippolyte) Royer, Robert Toustou et Paul Coty.
Le 16 mars 1944, il est à Wolfenbuttel où il retrouve Philippe Le Forsonney.
Le 8 avril 1945, les détenus de Wolfenbuttel sont transportés à Magdebourg.
Le 22 avril, Émile Duval et Philippe Le Forsonney font partie du groupe d'éclopés relâchés dans la poche allemande de la rive orientale de l'Elbe. Ensemble, ils errent jusqu'au 1er mai 1945, date de leur libération à Burg (Saxe-Anhalt), par l'Armée soviétique. Le 22 mai suivant, ayant repassé l'Elbe avec une colonne de prisonniers de guerre français, ils sont rapatriés par l'US Army.
Bruno Weiss a survécu aux camps. Son fils a été fusillé à Rouen

## Distinctions
- Medal of Freedom
- Médaille militaire
- Croix de guerre 1939-1945, palme de bronze

## Sources
- Archives municipales de Saint-Jacques-sur-Darnétal
- Bureau des anciens combattants et victimes de conflits contemporains
- Fondation pour la Mémoire de la Déportation
- Archives départementales de la Seine-Maritime